# Комаровка (Брестская область)
Комаро́вка (бел. Камароўка) — деревня в Брестском районе Брестской области Белоруссии. Входит в состав Томашовского сельсовета.

## География
Деревня расположена в 64 км по автодорогам к югу от центра Бреста и в 2 км к северу от Томашовки, невдалеке от границ с Польшей и Украиной. В деревне находится остановочный пункт Комаровка (железнодорожная линия Брест — Влодава).

## История
Впервые в письменных источниках упоминается в XVI веке как село Берестейского повета Трокского воеводства ВКЛ, с 1566 года — Берестейского воеводства, принадлежало православной церкви. В 1580 году — владение М. Козерадского.
В XIX веке — деревня Брестского уезда Гродненской губернии в составе имения Приборово. В 1861 году деревней с 50 дворами владел граф Замойский. В июле 1862 года произошли крестьянские волнения, когда крестьяне отказались платить подати.
В 1876 году — 140 дворов. В 1890 году местному сельскому обществу принадлежало 149 десятин земли. Работала церковно-приходская школа, в которой учился 31 мальчик.
По переписи 1897 года — 116 дворов и 660 человек (336 мужчин, 324 женщины), из них 639 православных. В 1905 году — деревня Приборовской волости Брестского уезда.
После Рижского мирного договора 1921 года — в составе гмины Приборово Брестского повета Полесского воеводства Польши, 52 двора.
С 1939 года — в составе БССР, в 1940 году — 130 дворов. С 1940 по 1954 год — центр Комаровского сельсовета Домачевского района, с 1956 года деревня отнесена к Брестскому району. В 1958 году поставлен памятник на могиле жертв фашизма.

## Население
На 1 января 2018 года насчитывалось 444 жителя в 244 хозяйствах, из них 103 младше трудоспособного возраста, 220 — в трудоспособном возрасте и 121 — старше трудоспособного возраста.

## Инфраструктура
Есть магазин и кладбище. До недавнего времени действовали клуб с библиотекой, баня. К югу от деревни расположены сельхозпостройки ОАО «Комаровка» и цех по производству окон ПВХ, а к юго-западу — молочно-товарная ферма нетелей «Комаровка».

## Достопримечательность
- Могила жертв фашизма (1942) —  Историко-культурная ценность Республики Беларусь, шифр 113Д000093.

## Известные лица
- Климук, Пётр Ильич — советский космонавт, дважды Герой Советского Союза, генерал-полковник.